# Devils Throat
Le Devils Throat, toponyme anglais signifiant littéralement « Gorge des Diables », est un petit cratère volcanique des États-Unis situé sur les flancs du Kīlauea, un volcan d'Hawaï, à 1 049 mètres d'altitude. Il se trouve au sud-est de la caldeira sommitale, non loin de la Chain of Craters Road qui passe au sud-ouest et du début de la Hilina Pali Road qui se dirige vers le sud-ouest, entre deux autres cratères, le Koʻokoʻolau au nord-ouest et le Hiʻiaka au sud-est.

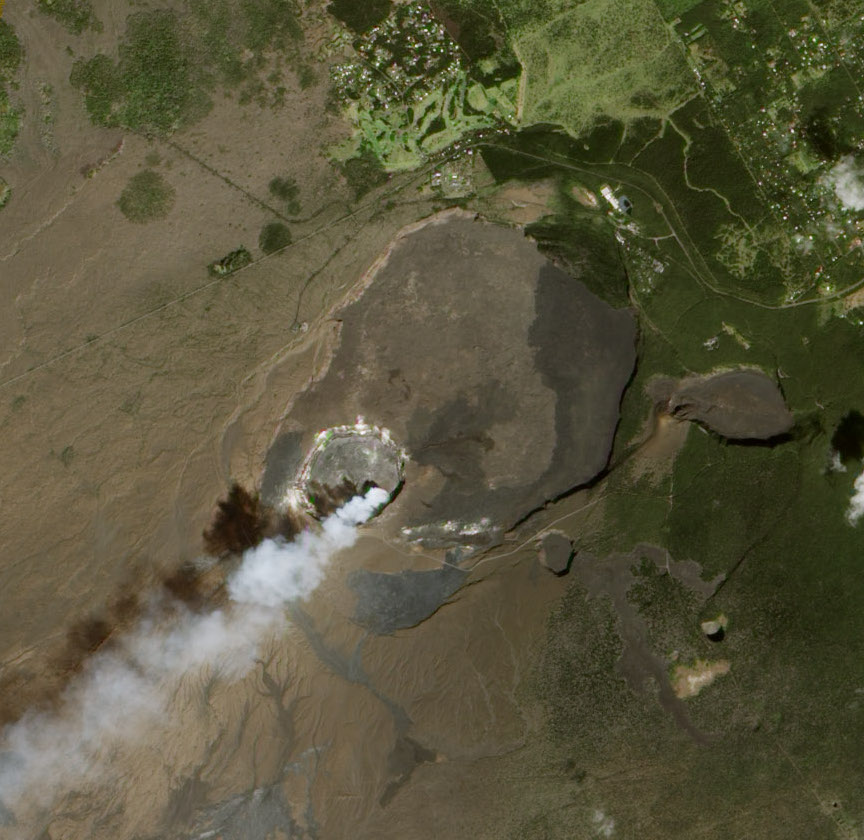
Image satellite de la zone sommitale du Kīlauea avec sa caldeira au centre et le Devils Throat dans le coin en bas à droite.